# Estrilda charmosyna
L'astrilde ventrerosato (Estrilda charmosyna (Reichenow, 1881)) è un uccello passeriforme della famiglia degli Estrildidi.

## Descrizione

### Dimensioni
Misura fino a 12 cm di lunghezza, coda compresa.

### Aspetto
Nel complesso, l'astrilde ventrerosato ricorda molto la congere e affine astrilde guancenere, con la quale spesso viene confusa.

La colorazione è grigio-brunastra su testa, gola, dorso e copritrici alari, con presenza di una fine zebratura più scura che tende a scurirsi fino a divenire nera sulle remiganti, che sono invece bianche. Attorno agli occhi e sulle guance è presente una macchia nera che va a formare una caratteristica mascherina: nera è anche la coda, mentre il codione è rosso. Petto e ventre sono di colore bruno-rosato (da cui il nome comune di questi uccelli), che tende a schiarirsi su fianchi, dove diviene beige, e a divenire invece più scuro sul basso ventre e sul sottocoda. Gli occhi sono bruno scuro, le zampe sono di colore carnicino-nerastro, il becco è nero in punta e grigio-bluastro alla base. I sessi sono simili, con le femmina che presentano in genere minore estensione del colore rosso dorsale e ventre più opaco.

## Biologia
Si tratta di uccelli dalle abitudini diurne e moderatamente gregarie, che vivono in coppie o gruppetti di una decina d'individui che passano la maggior parte della giornata al suolo o nei pressi di esso, alla ricerca di cibo, salvo poi riunirsi in posatoi comuni fra gli alberi durante la notte.

### Alimentazione
La dieta dell'astrilde guancenere è essenzialmente granivora e si compone principalmente di piccoli semi di graminacee: questi uccelli consumano inoltre germogli, bacche, frutti e di tanto in tanto anche piccoli invertebrati, principalmente insetti.

### Riproduzione
La stagione riproduttiva coincide con la fase finale della stagione delle piogge, in maniera tale da assicurare ai nascituri la maggior quantità possibile di cibo.

Ambedue i partner collaborano alla costruzione del nido, che consiste in una struttura piriforme che si compone di steli d'erba e fibre vegetali intrecciate e viene ubicata nel folto dei cespugli. Al suo interno la femmina depone 3-5 uova biancastre, che vengono covate alternativamente da ambedue i genitori (i quali si alternano alla cova durante il giorno, mentre durante la notte riposano assieme all'interno del nido) per circa due settimane: i nidiacei, ciechi e implumi alla nascita, vengono accuditi da entrambi i genitori e sono in grado d'involarsi attorno al ventesimo giorno dalla schiusa, sebbene raramente si allontanino definitivamente dal nido prima del mese e mezzo di vita, tornandovi a dormire assieme ai genitori durante la notte e chiedendo loro sempre meno frequentemente l'imbeccata.
L'astrilde ventrerosato è soggetta a parassitismo di cova da parte del combassou metallico.

## Distribuzione e habitat
L'aerale di questi uccelli si estende dal Sudan meridionale alla Tanzania nord-occidentale, attraverso l'Etiopia occidentale, l'Uganda ed il Kenya occidentale. Il suo habitat è rappresentato dalle aree pianeggianti erbose o cespugliose.

## Tassonomia
Se ne riconoscono due sottospecie:
- Estrilda charmosyna charmosyna, la sottospecie nominale, diffusa nella porzione settentrionale dell'areale occupato dalla specie;
- Estrilda charmosyna kiwanukae van Someren, 1919, diffusa in Kenya e Tanzania;